# Hodonín u Kunštátu
Hodonín [ˈɦodoɲiːn] (deutsch Hodonin) ist eine Gemeinde in Tschechien. Sie liegt 20 Kilometer nördlich von Brno und neun Kilometer westlich von Kunštát. Sie gehört zum Okres Blansko.

## Geographie
Hodonín befindet sich in der Böhmisch-Mährischen Höhe an der Einmündung des Baches Rozsečský potok in die Hodonínka. Nordöstlich erhebt sich die Třešinka (651 m), im Südwesten die Páleniny (614 m) und im Nordwesten der Bednářův kopec (629 m). Das Dorf liegt im Osten des Naturparks Svratecká hornatina.
Nachbarorte sind Prosetín, Loucký Dvůr und Louka im Norden, Žalov und Rozseč nad Kunštátem im Nordosten, Tasovice im Osten, Černovice im Süden, Chlébské und Horní Čepí im Südwesten, Olešnička, Štěpánov nad Svratkou und Borovec im Westen sowie Švařec und Čtyří Dvory im Nordwesten.

## Geschichte
Die erste urkundliche Erwähnung des zur Herrschaft Louka gehörigen Dorfes erfolgte im Jahre 1360. Der Ort lag damals im Grenzbereich der Besitzungen der Herren von Lomnitz mit den Geschlechtern von Kunstadt, Pernstein und Boskowitz. Im Jahre 1496 kaufte Wilhelm II. von Pernstein von einem Zweig der Lomnitzer die Burg Louka mit den zugehörigen Dörfern Černovice, Louka, Poříčí, Hodonín, Tasovice und dem Städtchen Olešnice sowie den wüsten Dörfern Německé, Milejov und Křižánkov auf. Die neuerworbenen Güter schlug er der Herrschaft Pernstein zu. Hodonín wurde ab 1499 dem Ortsrichter von Černovice unterstellt. Zum Ende des 16. Jahrhunderts erfolgte der Ausverkauf der Herrschaft Pernstein.
Nach der Aufhebung der Patrimonialherrschaften bildete Hodonín ab 1850 einen Ortsteil der Gemeinde Černovice in der Bezirkshauptmannschaft Boskovice. 1877 wurde Hodonín eigenständig. Im Jahre 1880 nahm in Hodonín eine Dorfschule den Unterricht auf, zuvor war Černovice Schulort. Während der Zeit des Reichsprotektorates Böhmen und Mähren bestand 1942–1945 bei Hodonín das Konzentrationslager Hodonín als Zwischenstation für tschechische Sinti und Roma in die deutschen Vernichtungslager. Ab 1944 agierten in den umliegenden Wäldern Partisanengruppen. Von 1976 bis 1990 war Hodonín nach Černovice eingemeindet. Auf dem Areal des ehemaligen Lagers entstand in der zweiten Hälfte des 20. Jahrhunderts das Erholungsgebiet Žalov mit Hütten, Freibad und einer Gaststätte. Nach der Samtenen Revolution entstand 1989 eine Diskussion darüber, wie das Gedenken an das KZ vor Ort angemessen zu gestalten ist. Am 15. Juli 2002 wurde der Ort durch ein starkes Hochwasser der Hodonínka überflutet. Im Februar 2009 schloss der Minister für Menschenrechte, Michael Kocáb, mit der Besitzerin des Erholungsgebiets eine vorläufige Vereinbarung über einen Aufkauf durch den Staat. Derzeit wird ein Projekt zur Errichtung eines Bildungszentrum der Roma-Kultur erarbeitet.

## Ortsgliederung
Für die Gemeinde Hodonín sind keine Ortsteile ausgewiesen. Zu Hodonín gehören die Ortslage Žalov und die Einschichten Beranka und Starý Kvartýr.

## Sehenswürdigkeiten
- Kapelle

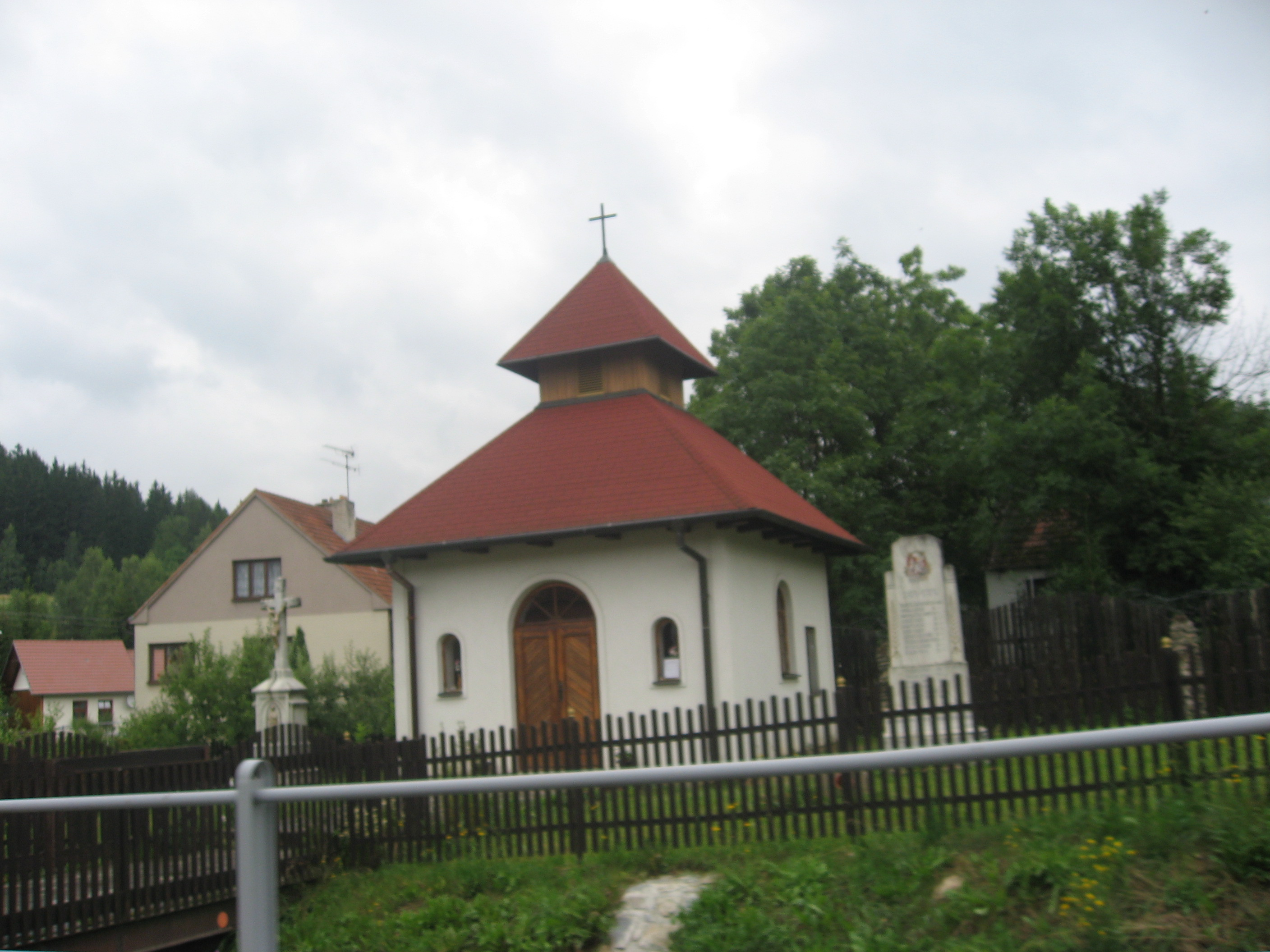
Kapelle

- Gedenkstein für die Opfer des Nationalsozialismus am Lager Hodonínek, am Waldfriedhof nordöstlich des Ortes bei Žalov
- Denkmal für die Partisanen, südwestlich am Berg Páleniny
- Naturdenkmal Loucká obora, nordöstlich des Ortes im Wald bei Žalov
- Naturdenkmal Nad Berankou, südwestlich bei Beranka